# Francisco Valderrama
Francisco Valderrama Rojo (Medellín, 1928-1989) fue un pintor y grabador colombiano exponente del expresionismo de mediados del siglo XX. Tuvo gran influencia en el desarrollo del grabado y de la divulgación de artes gráficas en Colombia. Nació en Medellín, departamento de Antioquia en 1928. 

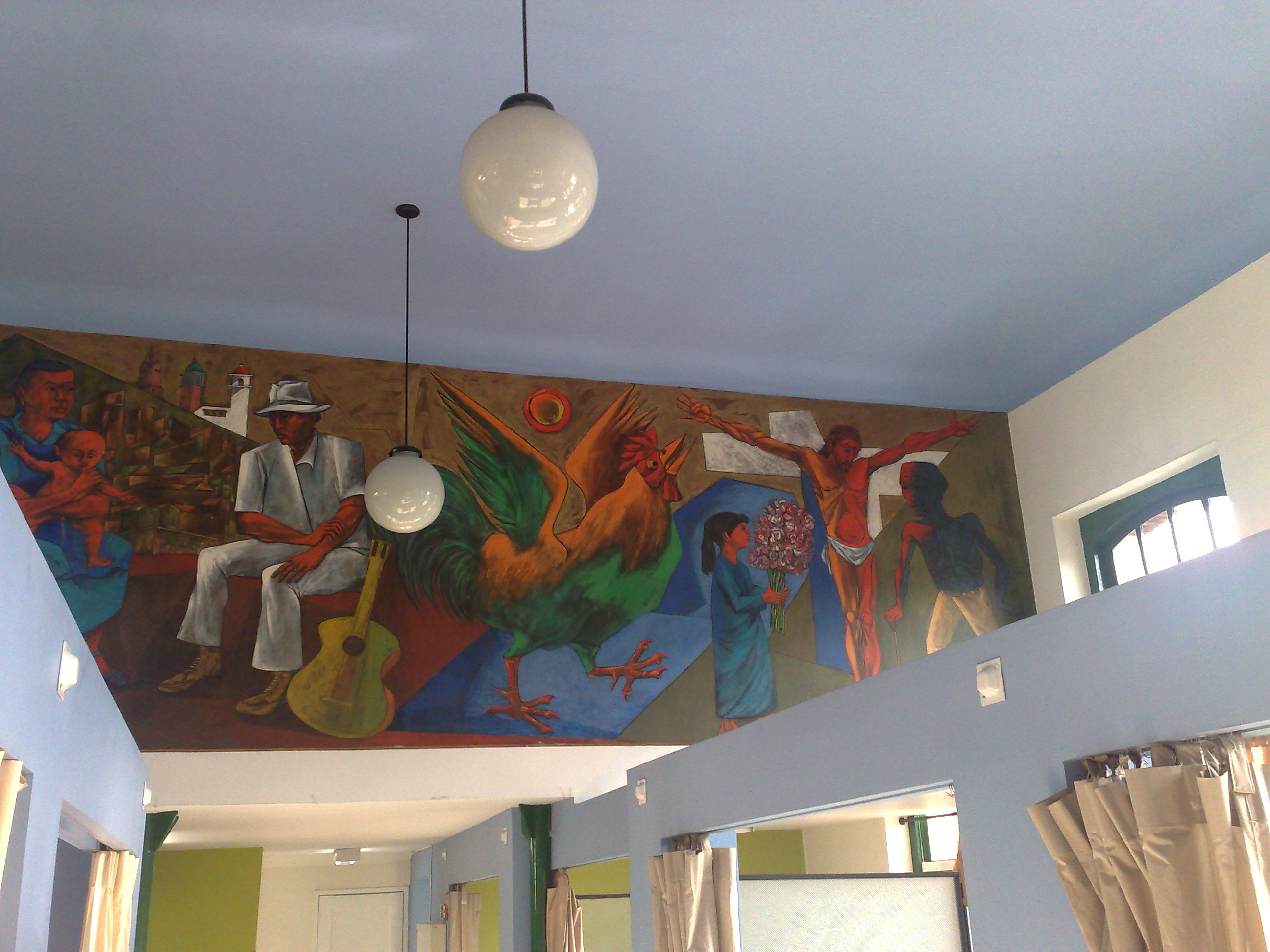
Mural en el bloque 5. Hospital San Vicente de Paúl. Medellín. Colombia

## Formación
En sus años formativos se matriculó en el curso de dibujo y perspectiva del instituto de Bellas Artes de Medellín, donde tuvo como maestros a Gustavo López, Emiro Botero y Carlos Gómez. Sin embargo, su afán de pintar más pronto y más moderno lo llevaron a una constante experimentación por su cuenta, actividad que terminó pesando más en su estilo que la instrucción académica, convirtiéndose virtualmente en un autodidacta. Se trasladó por un tiempo a Bogotá, donde también se matriculó por breve tiempo en la Escuela de Bellas Artes de la capital. 

## Grabado
Al regreso a Medellín, en 1957 se vincula con la Editorial Bedout en el departamento de artes gráficas.  Allí incrementa su interés por las diferentes técnicas del grabado e inicia una nueva fase de experimentación. Una de las técnicas que más empleó, fue la del intaglio. Con ella, su estilo se acerca más a la abstracción de objetos desechables recuperados, como latas y tapas de tarros. Ejemplo de ello son sus célebres Intaglios en la colección del Museo de Antioquia.
Es considerado un impulsador del grabado moderno en Antioquia, debido a su desempeño como docente en la escuela de grabado del Museo de Zea (hoy Museo de Antioquia) y de la Universidad de Antioquia.

## Temas y Estilo
Su variedad temática incluye figuras costumbristas en planos deconstruidos, los problemas sociales de las comunidades afrodescendientes del país, y hasta poéticos paisajes urbanos. Las influencias más notables en su obra fueron el cubismo de Picasso y el indigenismo de Osvaldo Guayasamín.  Las series “Bodegones para una sociedad de consumo”, y las "litografías Epilepsias" fueron exhibidas con gran éxito en Washington D. C.
También realizó murales, entre ellos, el de la sala San Camilo del hospital San Vicente de Paul, en el cual representó el ciclo de la vida de la ciudad de Medellín, con alusiones específicas a su barrio, Villa Hermosa, la maternidad, la música, el trabajo, la enfermedad y la religiosidad. 
Su obra se ha expuesto en Colombia, Ecuador y Estados Unidos. Además de colecciones particulares, su obra se conserva en importantes colecciones como la del Museo de Antioquia, la colección SURA, y la pinacoteca de la Cámara de Comercio de Medellín.